# Oh, God!
Oh, God! (br: Alguém Lá em Cima Gosta de Mim) é um filme estadunidense de 1977 dos gêneros comédia e fantasia, dirigido por Carl Reiner, estrelando John Denver e George Burns. Baseado em romance de Avery Corman, com roteiro escrito por Larry Gelbart. A história gira em torno de um despretensioso gerente de supermercado, Jerry Landers (Denver), escolhido por Deus (Burns) para disseminar sua mensagem, apesar do ceticismo da mídia, autoridades religiosas, e sua esposa Landers (Teri Garr).

## Elenco
- John Denver ...  Jerry Landers
- George Burns ...  God
- Teri Garr ...  Bobbie Landers
- Donald Pleasence ...  Doctor Harmon
- Ralph Bellamy ...  Sam Raven
- William Daniels ...  George Summers
- Barnard Hughes ...  Judge Baker
- Paul Sorvino ...  Reverend Willie Williams
- Barry Sullivan ...  Bishop Reardon
- Dinah Shore ...  Ela Mesmo
- Carl Reiner ...  Dinah's Guest
- Jeff Corey ...  Rabbi Silverstone
- George Furth ...  Briggs
- David Ogden Stiers ...  Mr. McCarthy, District Produce Manager
- Moosie Drier ...  Adam Landers